# James Worsley (5e baronnet)
James Worsley, 5e baronnet (1672-1756) de Pylewell Park, Hampshire, est un propriétaire terrien et un homme politique britannique qui siège à la Chambre des communes anglaise et britannique entre 1696 et 1741. Il a tendance à soutenir toute administration au pouvoir.

## Biographie

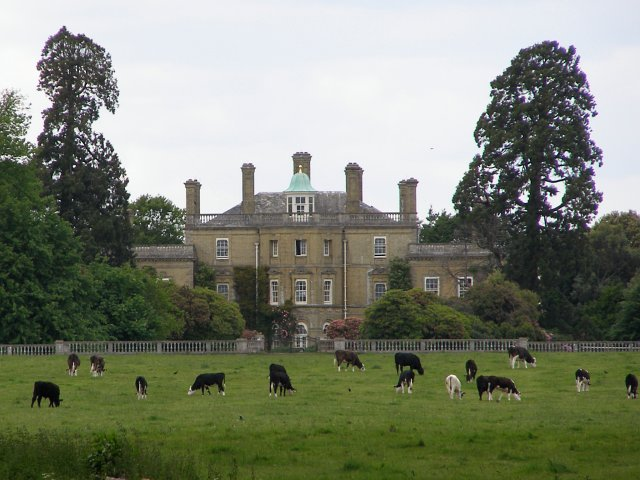
Pylewell Park, Hampshire

Il est baptisé le 28 mai 1672, fils aîné de James Worsley de Pylewell Park et de son épouse Mary Steward, fille de Nicholas Steward (1er baronnet) (en) de Hartley Mauditt, Hampshire. Son père quitte le domicile traditionnel de la famille à Appuldurcombe, sur l'île de Wight, pour s'installer dans le Hampshire. James est inscrit au New College d'Oxford en 1688; et est admis à Middle Temple en 1691. Son père est mort en 1695 et il hérite de ses domaines.
À l'élection générale anglaise de 1695, il est élu sans opposition en tant que député de Newtown (île de Wight), dans le domaine de son cousin, Robert Worsley (4e baronnet). Il est réélu lors des élections générales anglaises de 1698 et lors de la première élection générale de 1701. Il est relativement inactif dans ces parlements et ses tendances politiques demeurent vagues. Il ne se présente pas à la deuxième élection générale de 1701 ni aux Élections générales anglaises de 1702. Il est réélu sans opposition avec son cousin Henry aux Élections générales anglaises de 1705 et vote pour le candidat à la Cour comme président le 25 octobre 1705. Il est classé comme Whig mais, pour le reste de sa carrière, il soutient l'administration de son choix. Il est réélu aux élections générales britanniques de 1708 et, bien que classé parmi les conservateurs, il vote en faveur de la naturalisation des Palatins en 1709 et de la destitution du docteur Sacheverell en 1710. Il est réélu sans opposition aux élections générales britanniques de 1710 et est fermement aligné avec l'administration conservatrice. Il reçoit en récompense le poste de Woodward de la New Forest pour un salaire de 150 £ par an. Il rejoint le club d'octobre et, en 1711, il figure sur la liste des "dignes patriotes" qui avaient détecté la mauvaise gestion de l'administration précédente. Il vote pour le projet de loi sur le commerce français le 18 juin 1713 et est considéré comme un conservateur qui vote parfois comme un whig. Il est réélu député de Newtown aux élections générales britanniques de 1713. Il épouse Rachel Merrick, fille de Thomas Merrick de St. Margaret's, Westminster le 25 février 1714.
Lors des Élections générales britanniques de 1715, il est réélu député de Newtown avec son cousin Robert Worsley (4e baronnet), mais perd son poste sous la nouvelle administration. Il ne se représente pas en 1722. Lors des élections générales de 1727, il est en lice et est initialement déclaré réélu mais est démis de ses fonctions le 25 avril 1729. Il est réélu sans opposition aux élections générales de 1734 et ne se représente pas en 1741.
Il succède à son cousin comme baronnet le 29 juillet 1747, mais n'hérite pas d'Appuldurcombe House, qui est confié à son fils. Il meurt le 12 juin 1756, laissant un fils, Thomas, qui lui succède comme baronnet. Son petit-fils, Richard Worsley, 7e baronnet, est un antiquaire qui est entré en possession de la "liste de Worsley", une analyse des parlements de 1713 et 1715, probablement établie par le secrétaire particulier du roi George Ier.